# Nina Stojanović
Nina Stojanović (en serbio: Нина Стојановић; nacida el 30 de julio de 1996 en Belgrado) es una tenista serbia.
Stojanović ha ganado cinco singles y 13 títulos dobles en el tour de la Federación Internacional de Tenis en su carrera. El 2 de marzo de 2020 logró el puesto 81, su mejor ranking individual hasta el momento. Igualmente, el 17 de enero de 2022, alcanzó el número mundial 37 en el ranking de dobles, siendo hasta la fecha su mejor posición en este ranking. 
Jugando para Serbia en la Fed Cup, Stojanović tiene un registro de ganar-perder de 1-1. Debutó en febrero de 2014 junto a Jovana Jakšić en dobles en su Grupo Mundial II contra Canadá, derrotando a Gabriela Dabrowski y Sharon Fichman en sets.

## Títulos WTA (2; 0+2)

### Dobles (2)
| Leyenda                                |
| -------------------------------------- |
| Grand Slam (0)                         |
| Juegos Olímpicos (0)                   |
| WTA Tour Championships (0)             |
| P. Mandatory & Premier 5, WTA 1000 (0) |
| Premier, WTA 500 (0)                   |
| International, WTA 250 (2)             |

| N.º | Fecha               | Torneos  | Superficie    | Pareja            | Oponentes en la final              | Resultado           |
| --- | ------------------- | -------- | ------------- | ----------------- | ---------------------------------- | ------------------- |
| 1.  | 28 de julio de 2019 | Jūrmala  | Tierra batida | Sharon Fichman    | Jeļena Ostapenko Galina Voskoboeva | 2-6, 7-6(1), [10-6] |
| 2.  | 21 de mayo de 2021  | Belgrado | Tierra batida | Aleksandra Krunić | Greet Minnen Alison Van Uytvanck   | 6-0, 6-2            |

#### Finalista (4)
| N.º | Fecha                 | Torneos | Superficie    | Pareja            | Oponentes en la final          | Resultado           |
| --- | --------------------- | ------- | ------------- | ----------------- | ------------------------------ | ------------------- |
| 1.  | 5 de mayo de 2017     | Rabat   | Tierra batida | Maryna Zanevska   | Tímea Babos Andrea Hlaváčková  | 6-2, 3-6, [5-10]    |
| 2.  | 23 de julio de 2017   | Gstaad  | Tierra batida | Viktorija Golubic | Kiki Bertens Johanna Larsson   | 6-7(4), 6-4, [7-10] |
| 3.  | 15 de octubre de 2017 | Tianjin | Dura          | Dalila Jakupović  | Irina-Camelia Begu Sara Errani | 4-6, 3-6            |
| 4.  | 18 de julio de 2021   | Praga   | Dura          | Viktória Kužmová  | Marie Bouzková Lucie Hradecká  | 6-7(3), 4-6         |

## Títulos WTA 125s

### Individual (1–0)
| Resultado | Fecha                   | Torneo | Superficie    | Oponente    | Puntaje       |
| --------- | ----------------------- | ------ | ------------- | ----------- | ------------- |
| Campeona  | 24 de noviembre de 2024 | Colina | Tierra batida | María Carlé | 3-6, 6-4, 6-4 |

### Dobles (1–1)
| Resultado | Fecha                   | Torneos  | Superficie    | Pareja            | Oponentes                           | Resultado        |
| --------- | ----------------------- | -------- | ------------- | ----------------- | ----------------------------------- | ---------------- |
| Campeona  | 24 de noviembre de 2024 | Colina   | Tierra batida | Mayar Sherif      | Léolia Jeanjean Kristina Mladenovic | w/o              |
| Finalista | 3 de enero de 2025      | Canberra | Dura          | Darja Semeņistaja | Jaimee Fourlis Petra Hule           | 5-7, 6-4, [10-6] |

## Finales ITF (20–11)

### Individual (6–7)
| Leyenda                   |
| ------------------------- |
| $100,000 torneos          |
| $75,000 / $80,000 torneos |
| $50,000 / $60,000 torneos |
| $25,000 torneos           |
| $15,000 torneos           |
| $10,000 torneos           |

| Finales por superficie |
| ---------------------- |
| Duro (4–7)             |
| Arcilla (2–0)          |
| Césped (0–0)           |
| Carpet (0–0)           |

| Resultado   | Núm. | Fecha                   | Torneo                  | Superficie | Adversario          | Puntuación          |
| ----------- | ---- | ----------------------- | ----------------------- | ---------- | ------------------- | ------------------- |
| Ganadora    | 1.   | 28 de abril de 2014     | Sharm el-Sheikh, Egipto | Dura       | Katie Boulter       | 3-6, 6-4, 6-3       |
| Subcampeona | 1.   | 12 de mayo de 2014      | Sharm el-Sheikh, Egipto | Dura       | Polina Leykina      | 2-6, 6-2, 2-6       |
| Subcampeona | 2.   | 17 de noviembre de 2014 | Sharm el-Sheikh, Egipto | Dura       | Vojislava Lukić     | 6-7(5), 7-6(3), 3-6 |
| Ganadora    | 2.   | 24 de noviembre de 2014 | Sharm el-Sheikh, Egipto | Dura       | Anastasia Pribylova | 7-6(9), 6-3         |
| Ganadora    | 3.   | 15 de diciembre de 2014 | Navi Mumbai, India      | Dura       | Natela Dzalamidze   | 3-6, 6-1, 6-4       |
| Subcampeona | 3.   | 16 de febrero de 2015   | Cuernavaca, México      | Dura       | Marcela Zacarías    | 3-6, 2-6            |
| Subcampeona | 4.   | 31 de agosto de 2015    | Antalya, Turquía        | Dura       | Lou Brouleau        | 1-6, 1-6            |
| Subcampeona | 5.   | 21 de febrero de 2016   | New Delhi, India        | Dura       | Sabina Sharipova    | 6-3, 2-6, 4-6       |
| Subcampeona | 6.   | 4 de abril de 2016      | Qarshi, Uzbekistán      | Dura       | Rebecca Šramková    | 1-6, 3-6            |
| Subcampeona | 7.   | 23 de mayo de 2016      | Tianjin, China          | Dura       | Aryna Sabalenka     | 7-5, 3-6, 1-6       |
| Ganadora    | 4.   | 13 de junio de 2016     | Braunschweig, Alemania  | Arcilla    | Ekaterine Gorgodze  | 6-4, 6-3            |
| Ganadora    | 5.   | 24 de octubre de 2016   | Liuzhou, China          | Dura       | Jang Su-jeong       | 6-3, 6-4            |
| Ganadora    | 6.   | 27 de mayo de 2018      | Baotou, China           | Arcilla    | Xu Shilin           | 6-0, 6-4            |

### Dobles (12–2)
| Leyenda          |
| ---------------- |
| $100,000 torneos |
| $75,000 torneos  |
| $50,000 torneos  |
| $25,000 torneos  |
| $15,000 torneos  |
| $10,000 torneos  |

| Finales por superficie |
| ---------------------- |
| Duro (11–1)            |
| Arcilla (1–1)          |
| Hierba (0–0)           |
| Tapiz (0–0)            |

| Resultado   | Núm. | Fecha                    | Torneo                          | Superficie | Compañera            | Adversarios                              | Puntuación       |
| ----------- | ---- | ------------------------ | ------------------------------- | ---------- | -------------------- | ---------------------------------------- | ---------------- |
| Ganadora    | 1.   | 10 Marcha 2014           | Sharm el-Sheikh, Egipto         | Duro       | Ana Veselinović      | Dea Herdželaš Natasha Palha              | 6-0, 4-6, [10-6] |
| Ganadora    | 2.   | 28 de abril de 2014      | Sharm el-Sheikh, Egipto         | Duro       | Katie Boulter        | Dong Xiaorong Pia König                  | 6-4, 6-2         |
| Ganadora    | 3.   | 5 de mayo de 2014        | Sharm el-Sheikh, Egipto         | Duro       | Katie Boulter        | Ekaterina Klyueva Sofia Smagina          | 6-2, 6-3         |
| Ganadora    | 4.   | 12 de mayo de 2014       | Sharm el-Sheikh, Egipto         | Duro       | Lisa Sabino          | Lucy Brown Polina Leykina                | 6-3, 4-6, [10-3] |
| Subcampeona | 1.   | 1 de septiembre de 2014  | Belgrado, Serbia                | Clay       | Nina Alibalić        | Natalija Kostić Isabella Shinikova       | 1-6, 2-6         |
| Ganadora    | 5.   | 8 de septiembre de 2014  | Vrnjačka Banja, Serbia          | Clay       | Dea Herdželaš        | Daria Lodikova Kateryna Sliusar          | 6-3, 6-0         |
| Ganadora    | 6.   | 27 de octubre de 2014    | Oslo, Noruega                   | Duro (i)   | Alexa Guarachi       | Maryna Kolb Nadiya Kolb                  | 6-4, 7-6(7)      |
| Ganadora    | 7.   | 17 de noviembre de 2014  | Sharm el-Sheikh, Egipto         | Duro       | Anna Morgina         | Alina Mikheeva Martina Přádová           | 5-7, 6-1, [10-3] |
| Ganadora    | 8.   | 15 de diciembre de 2014  | Navi Mumbai, India              | Duro       | Despina Papamichail  | Miyabi Inoue Miki Miyamura               | 7-6(5), 6-2      |
| Ganadora    | 9.   | 22 de diciembre de 2014  | Pune, India                     | Duro       | Anna Morgina         | Oksana Kalashnikova Anastasiya Vasylyeva | 7-6(7), 6-4      |
| Subcampeona | 2.   | 23 de febrero de 2015    | Rancho Santa Fe, Estados Unidos | Duro       | İpek Soylu           | Samantha Crawford Asia Muhammad          | 0-6, 3-6         |
| Ganadora    | 10.  | 31 de agosto de 2015     | Antalya, Turquía                | Duro       | Despina Papamichail  | Cristiana Ferrando Chiara Grimm          | 1-6, 6-1, [10-5] |
| Ganadora    | 11.  | 28 de septiembre de 2015 | Clermont-Ferrand, Francia       | Duro (i)   | Anastasiya Komardina | Elyne Boeykens Eva Wacanno               | 6-2, 6-1         |
| Ganadora    | 12.  | 14 de diciembre de 2015  | Navi Mumbai, India              | Duro       | Anna Morgina         | Polina Leykina Lu Jiajing                | 6-3, 7-5         |

## Participación en Fed Cup

### Dobles
| Edición                       | Etapa | Fecha                | Ubicación         | En contra | Superficie | Socio         | Adversarios                         | W/L              | Puntuación |
| ----------------------------- | ----- | -------------------- | ----------------- | --------- | ---------- | ------------- | ----------------------------------- | ---------------- | ---------- |
| Fed Cup 2014 Grupo Mundial II | WG2   | 9 de febrero de 2014 | Montreal, Canadá  | Canadá    | Duro (i)   | Jovana Jakšić | Gabriela Dabrowski Sharon Fichman   | 2–6, 6–3, [10–8] |            |
| Fed Cup 2014 Grupo Mundial II | P/O   | 20 de abril de 2014  | Bucarest, Rumanía | Rumanía   | Arcilla    | Jovana Jakšić | Irina-Camelia Begu Monica Niculescu | L                | 0–1, ret.  |